# Angelo Mercuur
Angelo Mercuur, ook wel Alfa (23 mei 1986), is een Surinaams oud-atleet en coach. Hij kwam uit in het sprinten, speerwerpen en verspringen.

## Biografie
Angelo Mercuur deed in 2005 mee met de 100 en 200 meter tijdens de Zuid-Amerikaanse Spelen voor junioren. Bij beide bereikte hij de finale niet. Op 19 juni 2009 behaalde hij op Curaçao de tweede plaatse op de 100 meter in 10,87 seconden en een jaar later in Port of Spain de vierde plaats met 11,06 seconden.
In 2011 deed hij mee aan de Militaire Wereldspelen in Rio de Janeiro in de disciplines verspringen, speerwerpen en 4x100 meter estafette. Zijn persoonlijke record in het speerwerpen zette hij op 14 juni 2009 neer in Cayenne in Frans-Guyana met een afstand van 51,05 meter. Hiermee vestigde hij tevens een Surinaams record. Op de spelen in Rio werd hij tiende met een sprong van 6,65 meter. Een jaar eerder sprong hij ongeveer even ver, namelijk 6,62 meter in Port of Spain.
Hij heeft een training voor coach doorlopen van de Surinaamse Atletiek Bond (SAB). In 2016 reisde hij als coach met de atletiekselectie naar de CARIFTA Games in Grenada.
Hij heeft zijn eigen sportschool, Gym Angelo Mercuur, en deed in 2019 mee aan de competitie van Strong Man. In een krachtmeting was hij de enige deelnemer die de Volkswagen Amarok bij het trekken op de rails hield.